# St. Spiritus (Einbeck)

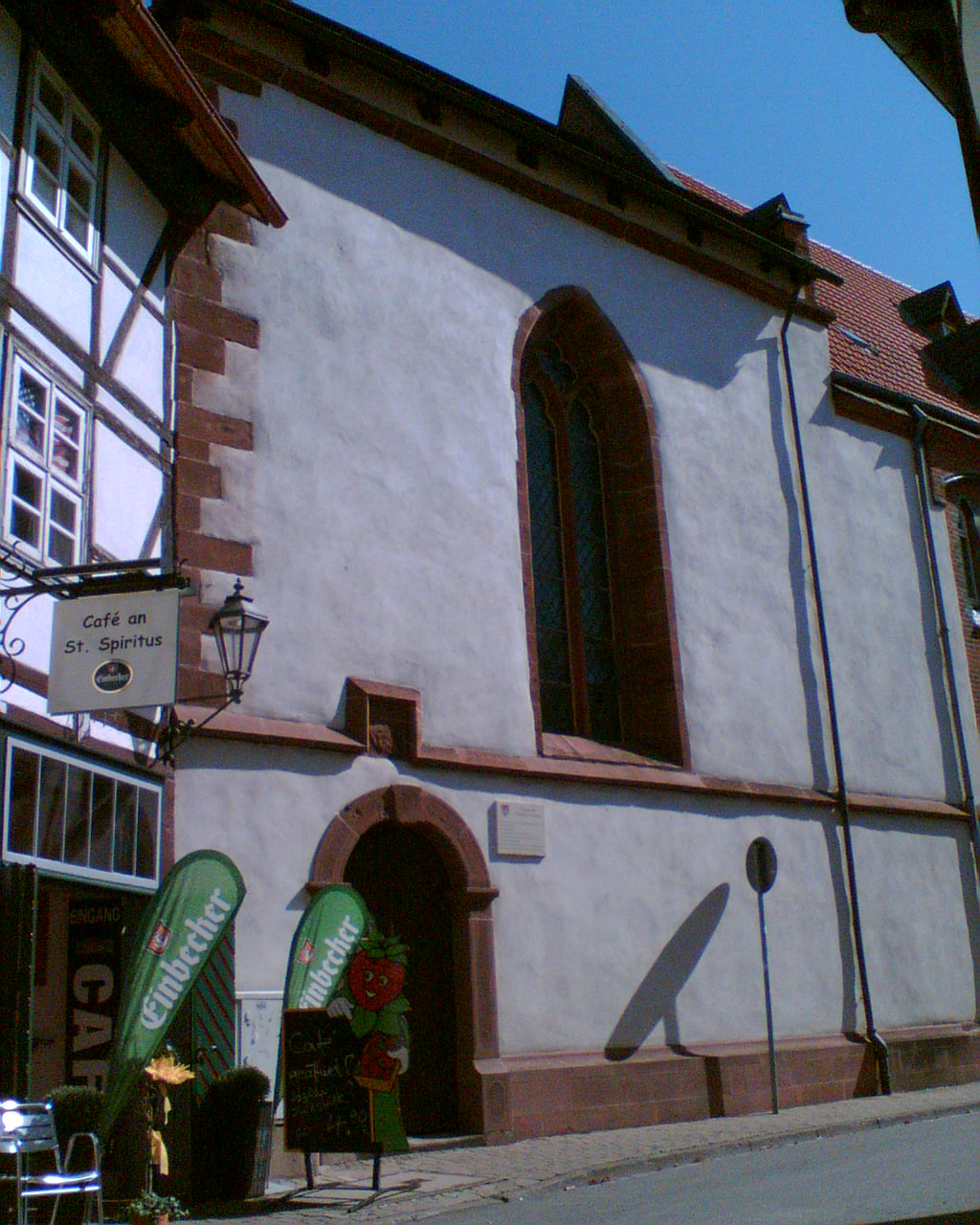
Kapelle St. Spiritus

St. Spiritus war eines von vier Hospitälern der mittelalterlichen Stadt Einbeck. Die heutigen von den Einbecker Hospitalstiftungen betreuten Gebäude mit der gotischen Hospitalkapelle befinden sich am östlichen Rand der Altstadt innerhalb der ehemaligen Einbecker Stadtbefestigung an der Langen Brücke, zwischen dem Marktplatz Einbeck und dem ehemaligen Augustiner-Eremiten-Kloster (heute Möncheplatz).

## Geschichte
Das Hospital St. Spiritus wurde 1274 als Waisen- und Krankenhaus vom braunschweigischen Herzog Albrecht I. gegründet. Die Gebäude bestanden aus einer großen Halle mit Krankensaal, Küche und weiteren Räumlichkeiten sowie einer Hospitalkapelle. Bis auf die Kapelle wurden alle Gebäude durch den großen Stadtbrand 1540 zerstört. Ab 1571 wurden die Hospitalgebäude durch das Einbecker Patrizier-Ehepaar Hans Diek und Dorothea Raven wieder errichtet und 1863 wegen Baufälligkeit wieder abgerissen. Nach Entwürfen von Conrad Wilhelm Hase entstand der heutige neugotische Backsteinbau.
Die gotische Hospitalkapelle mit Krypta unter dem Hochchor wurde am Rande der ehemaligen Aue des Krummen Wassers im frühen 14. Jahrhundert errichtet. Der Chor ist gegenüber dem Langhaus erhöht, die darunter liegende Krypta weist ein Kreuzgratgewölbe auf, das von zwei 1,70 m hohen Pfeilern getragen wird. Die Krypta ist teilweise mit Schutt und Müll aus dem 18. und 19. Jahrhundert verfüllt, so dass die Pfeiler heute nur noch etwa einen halben Meter aus dem Boden ragen.
Aus dem Hospital stammen zwei Kruzifixe aus dem 16. Jahrhundert, die heute im Stadtmuseum aufbewahrt werden. Weiterhin existiert ein ursprünglich spätgotischer, 1625 übermalter und in der Kapelle aufgestellter Flügelaltar aus Eichenholz. Nach der Entfernung der Übermalung in den 1960er Jahren ist er seit 1993 in der Marktkirche St. Jacobi aufgestellt.
Das Hospital wurde geistlich von der Marktkirche betreut. Von 1725 bis 1753 wurde die Kapelle als Garnisonskirche genutzt und diente von 1807 bis 1813 als Heumagazin. Ab 1817 wurden wieder Gottesdienste abgehalten und nach dem Stadtbrand von 1826 in der Einbecker Neustadt diente sie deren Gemeinde für 16 Jahre als Notkirche. In den 1870er Jahren wurde die Hospitalkapelle innen von dem Architekten Hase saniert, von dem Orgelbauer Theodor Reinelt aus Elze mit einer kleinen Orgel auf Kegelladen ausgestattet und beherbergte von 1895 bis 1932 das Stadtmuseum Einbeck.

## Nutzung
Die Einbecker Hospitalstiftungen verwalten das Vermögen des Hospitals St. Spiritus sowie der vereinigten Hospitäler St. Bartholomäi und St. Gertrud und fördern mit dem Stiftungsvermögen ältere, behinderte und sozial bedürftige Menschen vornehmlich aus Einbeck.
Die Hospitalkapelle wird seit 1970 von der griechisch-orthodoxen Gemeinde Agia Trias (griechisch Αγία Τριάς ‚Heilige Dreifaltigkeit‘) in Einbeck genutzt.